# آشفته (نشریه)
آشفته نشریه‌ای بود که از سال ۱۳۰۸ تا ۱۳۳۶ نخست در مشهد و سپس در تهران منتشر می‌شد. سردبیر مجله آشفته عماد عصار بود.
آشفته زمانی که در مشهد منتشر می‌شد به قطع و صورت روزنامه منتشر می‌شد و از ۱۳۱۰ که در تهران منتشر شد صورت مجله داشت.
نشانه بالای صفحه نخست آن در مشهد کارتونی بود که جوان روزنامه‌فروشی را نشان می‌داد که مردم مشتاق خریدن روزنامه او هستند و مرد پولداری به دنبال اوست تا نگذارد روزنامه بفروشد. نشانه مجله آشفته که در تهران منتشر می‌شد کارتونی بود از بدن‌های انسانی در لباس‌های گوناگون مردم ایران که به شکل حروف کلمه «آشفته» تنظیم شده بود.
عماد عصار خود مطالب خود را با نام های «ع. آشفته» و «ع. راصع» در مجله می‌نوشت.

## منبع
1. ↑  ایرج مصداقی (۲۰۱۹-۱۲-۲۵). «بازداشت و دوران "حصر" خمینی تا تبعید، گفت‌وگوی ایرج مصداقی با پرویز معتمد، مأمور بازداشت خمینی در ساواک (بخش پایانی)». news.gooya.com. بایگانی‌شده از اصلی در ۲۰۱۹-۱۲-۲۵. دریافت‌شده در ۲۰۱۹-۱۲-۲۵.